# Брянская область
Бря́нская о́бласть — субъект Российской Федерации, входит в состав Центрального федерального округа, расположенный к юго-западу от Москвы. Областной центр — город Брянск.
Область граничит на севере со Смоленской областью, на северо-востоке — с Калужской областью, на востоке — с Орловской областью, на юго-востоке — с Курской областью, на юге — с Сумской и Черниговской областями Украины, на западе — с Гомельской и Могилёвской областями Беларуси.
Награждена орденом Ленина (1967).

## Физико-географическая характеристика

### География
Брянская область лежит в западной части Восточно-Европейской равнины, занимая среднюю часть бассейна Десны и лесистый водораздел между ней и Окой.
Крайние точки: северная 54°02′ с. ш., южная 51°50′35″ с. ш., западная 31°14′30″ в. д., восточная 35°19′42″ в. д.

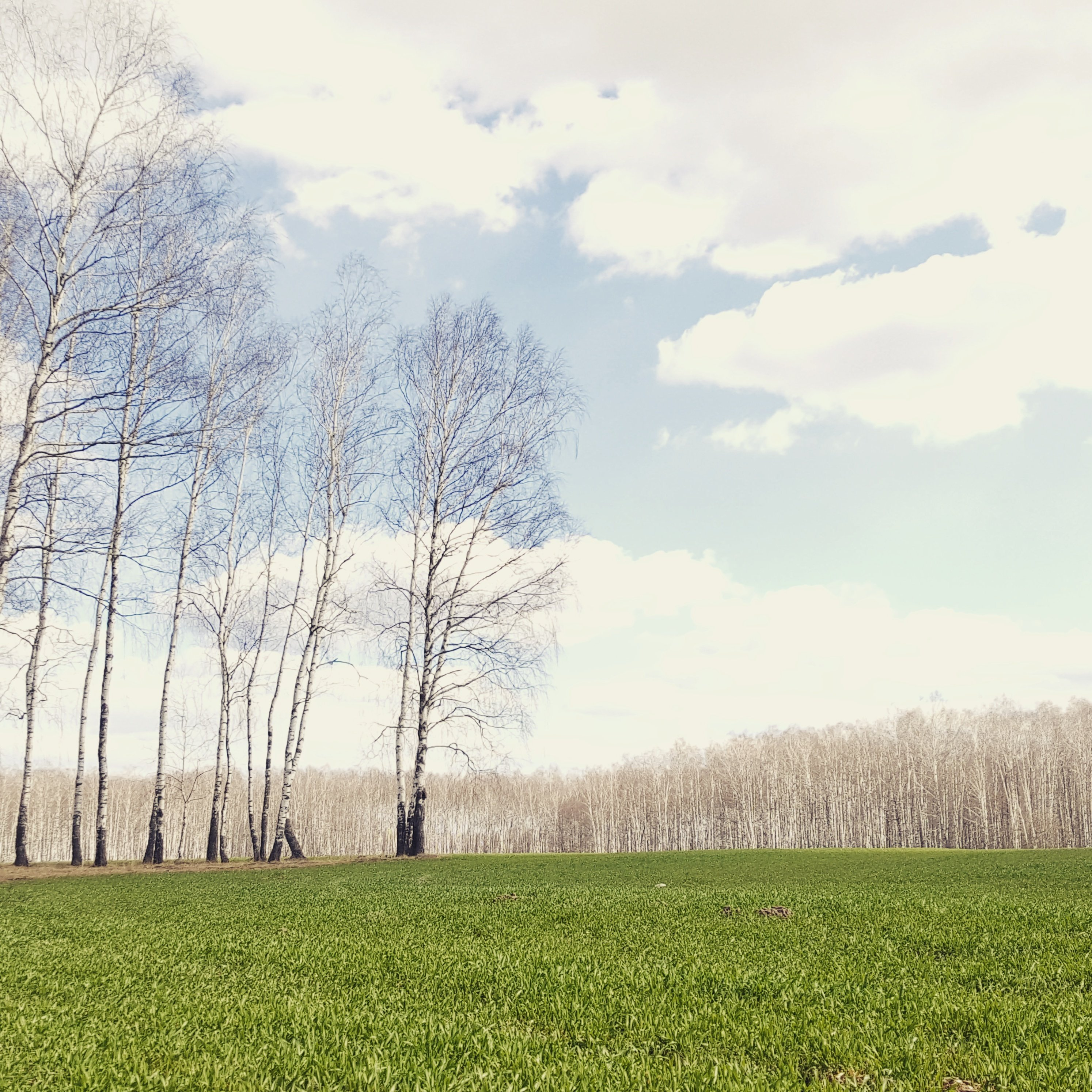
Полесье в Гордеевском районе Брянской области

### Климат
Климат умеренно континентальный. Средняя температура января −7…−9 °C, средняя температура июля +18...+20 °C.
Значительная часть области (около четверти общей площади) покрыта лесами. Леса самых разнообразных типов: хвойные, смешанные и широколиственные, а также лесостепь.
Полезные ископаемые: месторождения песков, глин, мела, мергеля и других стройматериалов, а также фосфоритов.

### Экологические проблемы
В результате аварии на Чернобыльской АЭС 26 апреля 1986 года часть территории Брянской области была загрязнена долгоживущими радионуклидами (главным образом Злынковский, Климовский, Клинцовский, Новозыбковский, Красногорский и Гордеевский районы). В 1999 году на территории с уровнем загрязнения выше 5 Ки/км² проживало 226 тыс. человек, что составляет примерно 16 % населения области.
С 1 января 2024 года отменена зона отчуждения.

## История

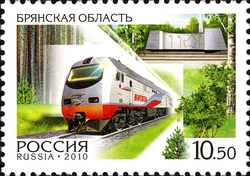
Почтовая марка России, 2010 год

Древнейшими палеолитическими стоянками на территории Брянской области являются Хотылёво 1, Коршево I, Коршево II, Бетово (средний палеолит), Хотылёво 2 и Хотылёво 6, относящияся к граветтской культуре (ок. 25 тыс. л. н.). У деревни Елисеевичи на правом берегу реки Судость находится стоянка эпохи верхнего палеолита Елисеевичи II (23000—21000 лет назад).
Территорию Брянщины издревле населяли славянские племена. В IX—XI веках по берегам Десны жили северяне (Кветунское поселение), на лесистом водоразделе Десны и Оки — вятичи, а в бассейне Ипути и Беседи — радимичи. В XII—XIII веках Брянский край входил в состав Черниговского, а затем Новгород-Северского княжеств. Вщиж (Щиж) с XI века был удельный центр Черниговского княжества. После разорения Чернигова монголо-татарами, княжеский стол около 1246 года был перенесён в Брянск; образовалось Брянское княжество. С 1356 года Брянские земли находились под властью Великого княжества Литовского, затем Речи Посполитой. В начале XVI века (по договору 1503 года) край вошёл в состав Московского государства и стал его юго-западным форпостом в борьбе против Литвы, Польши и Крымского ханства.
По Деулинскому перемирию 1618 года, южные и западные земли современной Брянской области отошли к Речи Посполитой.
После победы над Великим княжеством Литовским, земли были присоединены к России. В 1654 году, всё левобережье Днепра (Малороссия), в том числе юго-западные земли Брянщины, в административном и военном отношении были разделены на полки и сотни. Одним из самых крупных малороссийских полков был Стародубский, утверждённый как самостоятельный в 1663 году (до этого являлся частью Нежинского полка). В его состав входило 10 сотен (Стародубская, Мглинская, Почепская, Погарская и др). В 1781 году деление на полки и сотни было заменено делением на уезды и наместничества (с 1796 — губернии). С 1802 года Стародубщина, из которой были образованы Мглинский, Новоместский (позднее — Новозыбковский), Стародубский и Суражский уезды, вошла в состав Черниговской губернии.
Вся восточная (великороссийская) часть Брянщины (Брянский, Карачевский, Севский и Трубчевский уезды) с 1709 года относилась к Киевской губернии, в том числе с 1719 года входила в состав Севской провинции этой губернии. В 1727 году Севская провинция вошла во вновь образованную Белгородскую губернию. В 1778 году было образовано Орловское наместничество, в которое были переданы уезды упразднённой Севской провинции (при этом границы уездов были изменены, а также были образованы новые уезды, в том числе Луганский).
В XVIII—XIX вв. началось экономическое оживление края. В XVIII веке появилась заводская промышленность. Со второй половины XVIII века многие земли Стародубщины принадлежали гетману Кириллу Разумовскому, который вёл здесь большое строительство. В восточной части Брянщины в конце XVIII в. широко развивает заводское дело промышленник И. А. Мальцов, основавший на местных песках и древесном топливе ряд стекольных предприятий. В начале XIX в. он также скупает все металлургические заводы края и создаёт Мальцовский фабрично-заводской округ, охватывающий также части соседних уездов — Жиздринского и Рославльского.
В ходе гражданской войны губернские города Орёл и Чернигов оказались в зоне активных военных действий, в связи с чем Брянскому и Почепскому уездным исполкомам ещё в 1918—1919 годах были даны полномочия губернских. 1 апреля 1920 года была образована Брянская губерния, существовавшая до 1 октября 1929 года, когда она была включена в состав Западной области.
27 сентября 1937 года ЦИК РСФСР постановил упразднить Западную область, разделив её на Смоленскую и Орловскую области. Нынешняя территория Брянской области вошла в состав Орловской области.
В августе-октябре 1941 года край был оккупирован германскими войсками. С первых дней оккупации борьба против захватчиков приняла характер всенародного движения. В брянских лесах действовало около 60 тысяч партизан, здесь формировались партизанские соединения С. А. Ковпака, А. Ф. Федорова, А. Н. Сабурова. Захватчики нанесли краю огромный ущерб: были разрушены и сожжены города (70 % жилого фонда) и села (111 тысяч домов), промышленные предприятия. После освобождения края (август-сентябрь 1943 года) были проведены большие восстановительные работы.
Брянская область была образована Указом Президиума Верховного Совета СССР 5 июля 1944 года из городов и районов Орловской области, располагавшихся приблизительно в границах существовавшей ранее Брянской губернии. В состав области вошли города областного подчинения Брянск, Бежица и Клинцы, а также Брасовский, Брянский, Выгоничский, Гордеевский, Дубровский, Дятьковский, Жирятинский, Жуковский, Злынковский, Карачевский, Клетнянский, Климовский, Клинцовский, Комаричский, Красногорский, Мглинский, Навлинский, Новозыбковский, Погарский, Понуровский, Почепский, Рогнединский, Севский, Стародубский, Суземский, Суражский, Трубчевский и Унечский районы.

## Награды
- Орден Ленина (30 января 1967) — за активное участие в партизанском движении, мужество и стойкость, проявленные трудящимися Брянской области в борьбе с немецко-фашистскими захватчиками в период Великой Отечественной войны, и за успехи, достигнутые в восстановлении и развитии народного хозяйства[10].

## Население
Численность населения области по данным Росстата составляет 1 132 795 чел. (2025). Плотность населения — 32,50 чел./км2 (2025). Городское население — 
71,47 % (2022).
Изменение численности населения
Всё и городское население (его доля) по данным всесоюзных и всероссийских переписей:

### Национальный состав населения
| Год переписи                   | 1989             | 2002               | 2010               |
| ------------------------------ | ---------------- | ------------------ | ------------------ |
| Лица, указавшие национальность | 1470115 (100 %)  | ↘ 1377090 (100 %)  | ↘ 1251392 (100 %)  |
| Русские                        | 1410960 (96,0 %) | ↘ 1328448 (96,5 %) | ↘ 1210136 (96,7 %) |
| Украинцы                       | 27122 (1,8 %)    | ↘ 20214 (1,5 %)    | ↘ 13769 (1,1 %)    |
| Белорусы                       | 11299 (0,8 %)    | ↘ 7733 (0,6 %)     | ↘ 5510 (0,4 %)     |
| Армяне                         | 825 (0,1 %)      | ↗ 3618 (0,3 %)     | ↗ 4592 (0,4 %)     |
| Цыгане                         | 2925 (0,2 %)     | ↗ 3572 (0,3 %)     | ↗ 3839 (0,3 %)     |
| Евреи                          | 6731 (0,5 %)     | ↘ 2339 (0,2 %)     | ↘ 1407 (0,1 %)     |
| Другие национальности          | 10253 (0,7 %)    | ↗ 13505 (1,0 %)    | ↘ 12139 (1,0 %)    |

По итогам переписи населения 2020 года проживали следующие национальности (национальности менее 0,1 % и другое, см. в сноске к строке «Другие»):
| Национальность | Численность, чел. | Доля     |
| -------------- | ----------------- | -------- |
| Русские        | 1 012 542         | 86,60 %  |
| Украинцы       | 5188              | 0,44 %   |
| Армяне         | 3500              | 0,30 %   |
| Цыгане         | 2893              | 0,25 %   |
| Белорусы       | 2106              | 0,18 %   |
| Азербайджанцы  | 1597              | 0,14 %   |
| Таджики        | 1492              | 0,13 %   |
| Другие         | 139 843           | 11,96 %  |
| Итого          | 1 169 161         | 100,00 % |

## Религия
Численность приходов в Брянской области (2003):
- Русская православная церковь — 137
- Баптисты — 15
- Адвентисты седьмого дня — 7
- Иудаизм — 6
- Русская православная старообрядческая церковь — 3
- Католицизм — 1
- Русская Древлеправославная Церковь — 1
- Российская православная автономная церковь — 1
- Церковь полного Евангелия — 1
- Свидетели Иеговы — 1

Всего — 212

## Органы власти

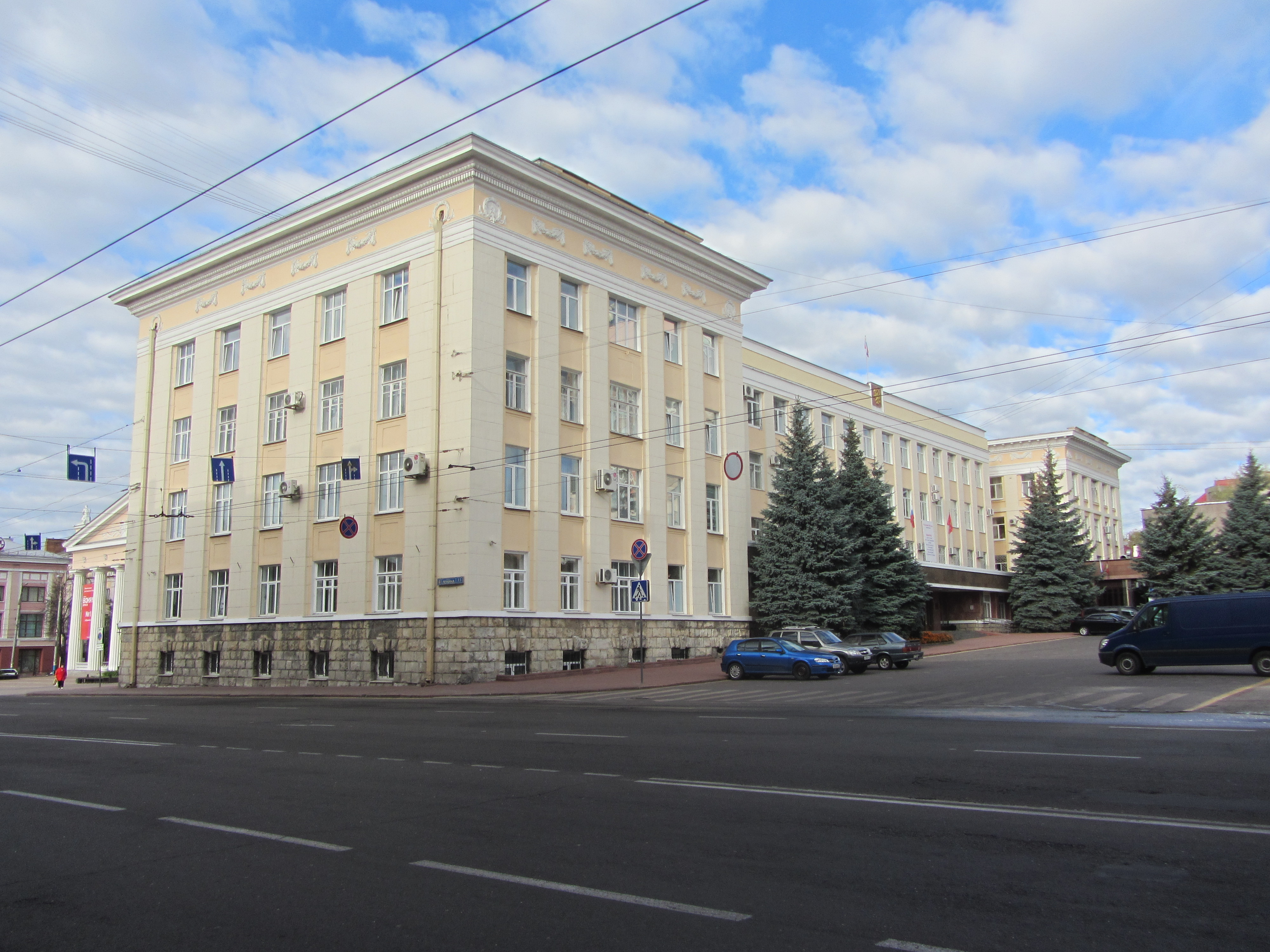
Дом Советов, в котором размещено Правительство Брянской области

Высшим должностным лицом области является губернатор, с 2014 года этот пост занимает Александр Богомаз. Законодательную власть осуществляет Брянская областная дума.

## Административно-территориальное деление
Согласно Уставу Брянской области и Закону «Об административно-территориальном устройстве Брянской области», субъект РФ включает следующие административно-территориальные единицы:
- 4 города областного значения (Брянск, Клинцы, Новозыбков, Сельцо),
- 27 районов.

В рамках муниципального устройства области, в границах административно-территориальных единиц Брянской области всего образовано 252 муниципальных образования:
- 6 городских округов (Брянск, Клинцы, Новозыбковский, Сельцо, Стародуб, Фокино),
- 26 муниципальных районов,
  - 30 городских поселений,
  - 182 сельских поселения.

С 1 августа 2020 года Стародубский муниципальный район и городской округ г. Стародуб объединился в Стародубский муниципальный округ.
С 7 августа 2020 года Жуковский район преобразован в муниципальный округ.
В результате указанных преобразований муниципальное устройство Брянской области выглядит так:
- 5 городских округов;
- 2 муниципальных округа;
- 24 муниципальных района
  - 29 городских поселений;
  - 176 сельских поселений.

### Районы

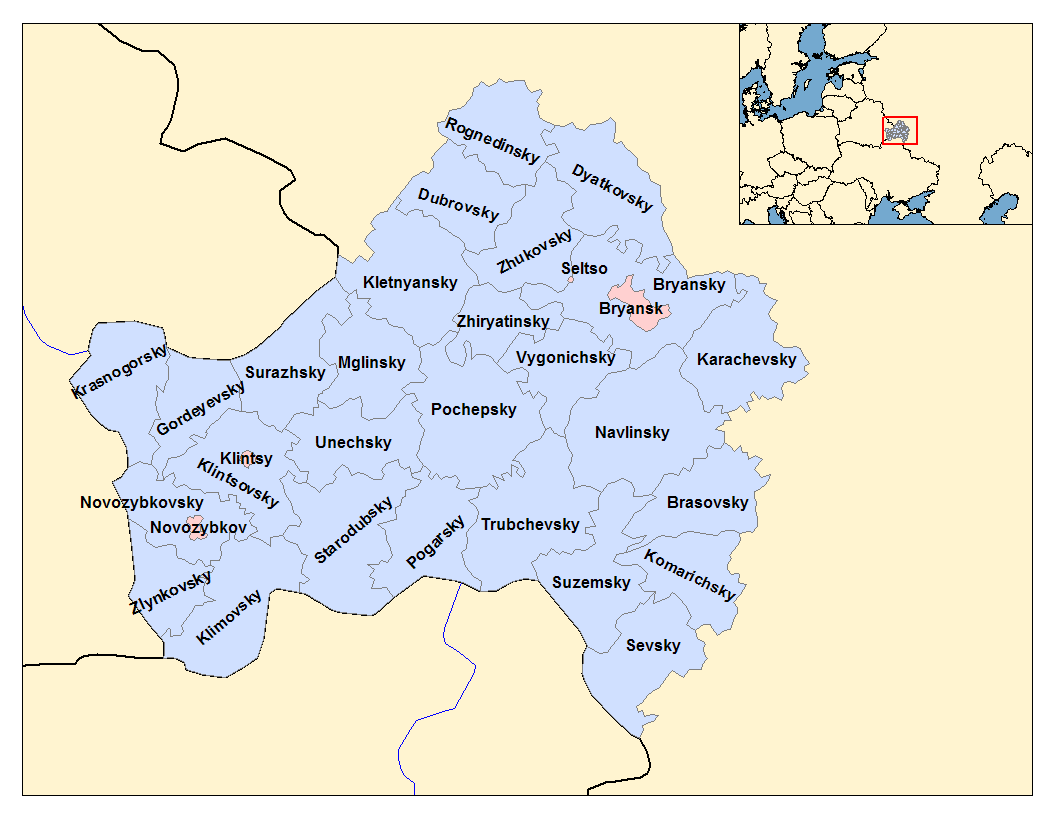
Административное деление Брянской области

- Брасовский район
- Брянский район
- Выгоничский район
- Гордеевский район
- Дубровский район
- Дятьковский район
- Жирятинский район
- Жуковский район
- Злынковский район
- Карачевский район
- Клетнянский район
- Климовский район
- Клинцовский район
- Комаричский район
- Красногорский район
- Мглинский район
- Навлинский район
- Новозыбковский район
- Погарский район
- Почепский район
- Рогнединский район
- Севский район
- Стародубский район
- Суземский район
- Суражский район
- Трубчевский район
- Унечский район

### Пограничная зона
Часть территории Брянской области вдоль границы с Беларусью и Украиной включена в состав пограничной зоны, режим доступа в пределы которой ограничен.

### Населённые пункты
Всего в Брянской области 2643 населённых пункта (включая 336 населённых пунктов без населения).
Населённые пункты с численностью населения более 5000 человек
| Брянск     | ↘372 123 |
| Клинцы     | ↗63 059  |
| Новозыбков | ↘38 680  |
| Дятьково   | ↘25 255  |
| Унеча      | ↗24 274  |
| Стародуб   | ↘17 687  |
| Жуковка    | ↗17 628  |
| Карачев    | ↗17 449  |

| Сельцо    | ↘15 906 |
| Навля     | ↗15 536 |
| Почеп     | ↘14 991 |
| Климово   | ↗13 554 |
| Трубчевск | ↘13 287 |
| Фокино    | ↘12 538 |
| Клетня    | ↘11 947 |
| Сураж     | ↗11 176 |

| Погар        | ↗9484 |
| Супонево     | ↗9450 |
| Путёвка      | ↗8985 |
| Суземка      | ↗8672 |
| Локоть       | ↘8469 |
| Белые Берега | ↘7412 |
| Комаричи     | ↘7325 |
| Мглин        | ↘6919 |

| Дубровка        | ↘6793 |
| Севск           | ↗6732 |
| Белая Берёзка   | ↗5886 |
| Большое Полпино | ↘5859 |
| Ивот            | ↘5844 |
| Красная Гора    | ↘5504 |
| Злынка          | ↘5270 |
| Займище         | ↘5026 |

См. также: Города Брянской области

### История административного деления

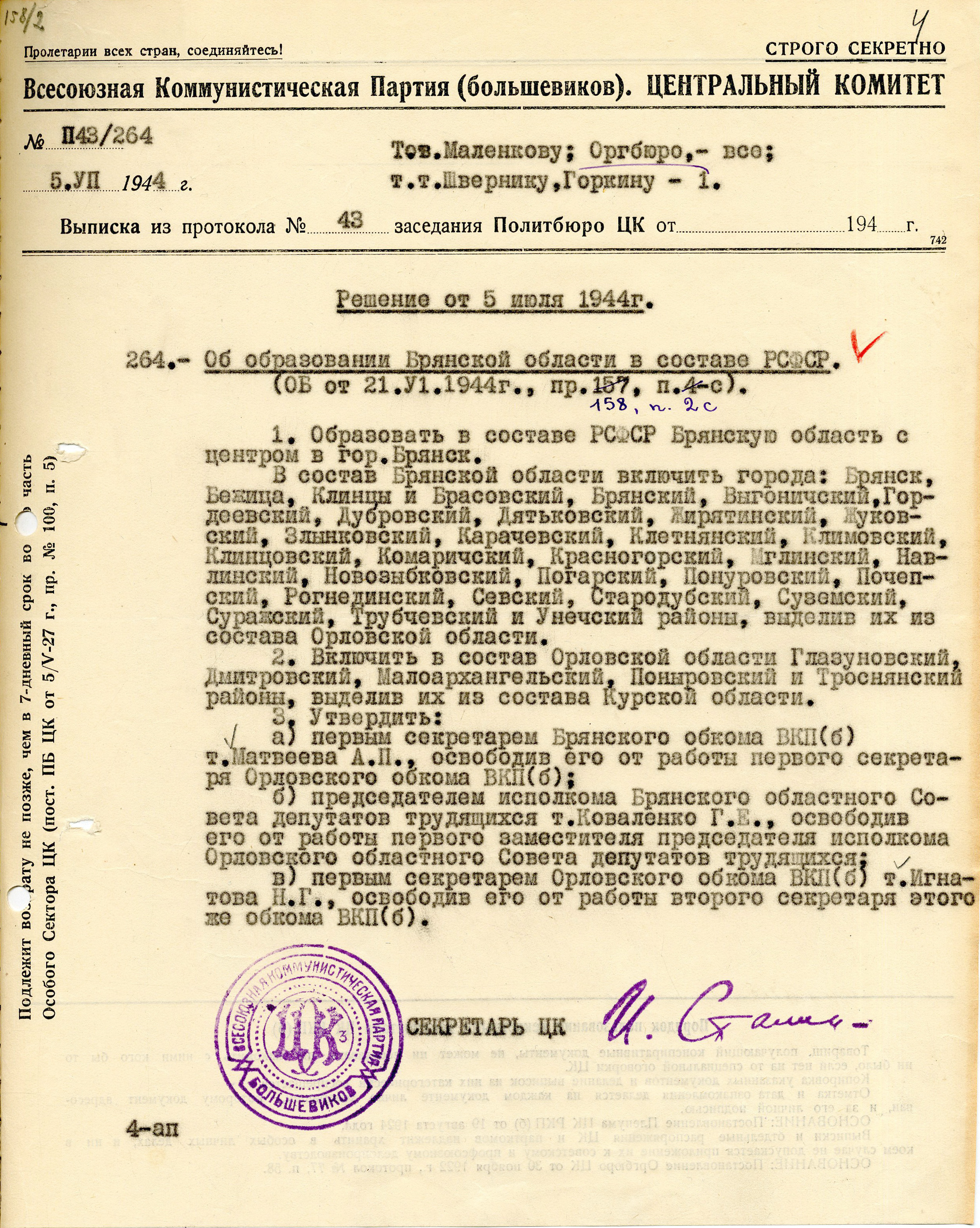
Выписка из протокола № 43 заседания Политбюро ЦК, содержащая решение «Об образовании Брянской области в составе РСФСР»

Область создана указом Президиума Верховного Совета СССР от 5 июля 1944 г..
Первоначально Брянская область делилась на 28 районов (выделенных из состава Орловской области): Брасовский, Брянский, Выгоничский, Гордеевский, Дубровский, Дятьковский, Жирятинский, Жуковский, Злынковский, Карачевский, Клетнянский, Климовский, Клинцовский, Комаричский, Красногорский, Мглинский, Навлинский, Новозыбковский, Погарский, Понуровский, Почепский, Рогнединский, Севский, Стародубский, Суземский, Суражский, Трубчевский и Унечский. В конце 1944 года был образован Чуровичский район, а Понуровский переименован в Воронокский.
В 1956 упразднён Чуровичский район, в 1957 — Воронокский и Жирятинский, в 1959 — Злынковский, в 1963 — Выгоничский, Гордеевский, Дятьковский, Карачевский, Клетнянский, Климовский, Комаричский, Красногорский, Мглинский, Навлинский, Погарский, Рогнединский, Суземский, Суражский и Трубчевский.
В 1964 году начался процесс увеличения числа районов. Первым был восстановлен Трубчевский район. В 1965 образованы Дятьковский, Карачевский, Клетнянский, Климовский, Навлинский, Погарский и Суражский районы. В 1966 — Комаричский, Красногорский, Мглинский и Суземский, в 1972 — Рогнединский, в 1977 — Выгоничский, в 1985 — Гордеевский и Жирятинский, в 1989 — Злынковский.

## Экономика

### Промышленность
Основные отрасли промышленности: машиностроение, металлообработка, радиоэлектроника, пищевая промышленность, лесопереработка.
Наиболее крупные/известные предприятия:
- ЗАО «Мальцовский портландцемент»(Фокино). Крупнейший производитель цемента не только в России, но и в Европе;
- Брянский машиностроительный завод (БМЗ).

Предприятие, основанное в 1873 году, выпускает железнодорожные локомотивы, судовые дизеля, грузовые вагоны и другое;
- Брянский автомобильный завод (БАЗ) и Брянский завод колёсных тягачей (БЗКТ);
- ОАО «Брянсксельмаш». Производство зерно- и кормоуборочных комбайнов;
- ЗАО «Группа Кремний-Эл». Производство полупроводниковых приборов;
- Жуковский мотовелозавод, ОАО ГПП. Производит дорожные, горные, скоростные и грузовые велосипеды; квадроциклы, мотоциклы;
- Жуковский завод технологического оборудования, (ОАО ЖЗТО). Производство мини-котельных, производственных линий;
- Бежицкий сталелитейный завод. Производит стальное литьё, в основном для железнодорожной отрасли;
- АО «Дятьково-ДОЗ». Производство ДСП, мебели;
- ЗАО «Брянский арсенал». Производство дорожных машин: грейдеров, асфальтоукладчиков;
- ЗАО «Ирмаш» (завод ирригационных машин). Производство дорожно-строительной техники: асфальтоукладчики, лёгкие грейдеры, комплексные дорожные машины. В настоящее время банкрот;
- Клинцовский автокрановый завод. Автокраны грузоподъёмностью от 15 до 40 тонн;
- ОАО НИИ «Изотерм» — разработка, изготовление специального технологического оборудования для микроэлектроники, выращивания кристаллов, оборудования для атомных станций, медицины, железнодорожных депо;
- ТНВ «Сыр Стародубский» — производство сыров, молочных продуктов;
- ОАО «Погарская сигаретно-сигарная фабрика» — единственный производитель российских сигар;
- ОАО «Пролетарий» (Сураж). Производство картона и упаковки;
- ЗАО «Метаклэй» — компания, созданная для реализации проекта по производству модифицированных полимеров. Акционерами компании являются Роснано — 49 %, ОАО «Металлист» — 51 %[27];
- НовоТехРейл (на базе Новозыбковского машиностроительного завода)[28].

### Энергетика
По состоянию на конец 2020 года, на территории Брянской области эксплуатировалась одна электростанция — Клинцовская ТЭЦ мощностью 10 МВт. В 2020 году она произвела 44 млн кВт·ч электроэнергии.

### Сельское хозяйство
Выращивают кормовые, зерновые, технические культуры, картофель и овощи. На юго-востоке области выращивают сахарную свёклу. Имеется молочно-мясное скотоводство, свиноводство и птицеводство; коневодство и пчеловодство.
В 2020 году объём продукции сельского хозяйства 99,9 млрд рублей (102,3 %), из них растениеводство 46,0 млрд рублей (100 %), животноводство 53,8 млрд рублей (104,3 %).
Животноводство
На 1 января 2021 года в Брянской области в хозяйствах всех категорий содержалось 505,0 тыс. голов крупного рогатого скота (+22,5 тыс.), в тч коров 205,6 тыс. голов (+9,3 тыс.), свиней 487,9 тыс. голов (+174,1 тыс.), овец и коз 24,5 тыс. голов (-0,2 тыс.).
В 2020 году произведено: молока 295,3 тыс. тонн (+0,7 %). Надой молока на 1 корову в хозяйствах всех категорий 5569 кг (+347 кг).
Растениеводство
Брянская область занимает первое место в России по выращиванию картофеля. В 2020 году накопали 854,0 тыс. тонн (+3,2 %, доля 12,6 % производства России), урожайность составляет 323 центнера с гектара. На полях собрали 27 тысяч тонн овощей при урожайности 395 центнеров с гектара.
Брянщина ставит рекорды по урожайности кукурузы, собирая в отдельных хозяйствах по 150—180 ц/га.
Брянская область занимает первое место в России по урожайности подсолнечника. При средней урожайности по России в 2020 году лишь 17,4 ц/га, урожайность в Брянской области составила 32,19 ц/га. В 2017 году — 37,16 ц/га, в 2018 году — 33,02 ц/га, в 2019 году — 32,42 ц/га.
В 2020 году урожай зерновых и зернобобовых культур составил 1 млн 455 тысяч тонн, при урожайности 44,1 ц/га (+3,1 ц/га). Намолочено 805,4 тыс. т пшеницы, при урожайности 47,6 ц/га (+ 7,6 ц/га). Намолочено 98,3 тыс. т ячменя, при урожайности 40,6 ц/га (+4,9 ц/га). Средняя урожайность гречихи в 2020 году составляет 12,5 ц/га (-2,3 ц/га), урожайность кукурузы 95,1 ц/га (+0,6 ц/га). Намолочено 26,7 тыс. т сои при средней урожайности 20,9 ц/га (+4,6 ц/га). Рапса намолочено 96,8 тысячи тонн.
| тыс. гектар | 1413 | 1292,0 | 1169,6 | 865,8 | 654,8 | 671,6 | 826,1 | 923,1 |

### Транспорт
В связи с приграничным положением, в Брянске и области расположены несколько таможенных терминалов.
Железнодорожный
В Брянской области высоко развит железнодорожный транспорт. Протяжённость магистральных железнодорожных путей составляет 1132 км (густота сети — 32,5 км / 1000 км² — один из крупнейших показателей в России), большинство из них электрифицировано (используется сеть переменного тока).
Крупные железнодорожные узлы — Брянск, Унеча, Навля.
Бо́льшая часть поездов дальнего следования проходит через Брянск и Навлю по линии Москва — Киев. Развито пригородное сообщение. Большинство малых веток для пассажирского сообщения закрыты, действуют только Дятьково — Фаянсовая.
Автомобильный
Через область проходят трассы федерального значения:
- М3/E 101 «Украина» Москва — Калуга — граница с Украиной.
- Р120 Орёл — Брянск — Смоленск — Рудня — граница с Республикой Беларусь.
- А240 Брянск — Новозыбков — граница с Республикой Беларусь.

По данным на конец 2010 года, Брянская область занимала одно из последних мест в России по числу личных легковых автомобилей на 1000 жителей — 125,1 (опережая лишь Дагестан, Ингушетию, Чечню и Чукотку), что почти вдвое ниже среднероссийского показателя (228,3).
Авиационный

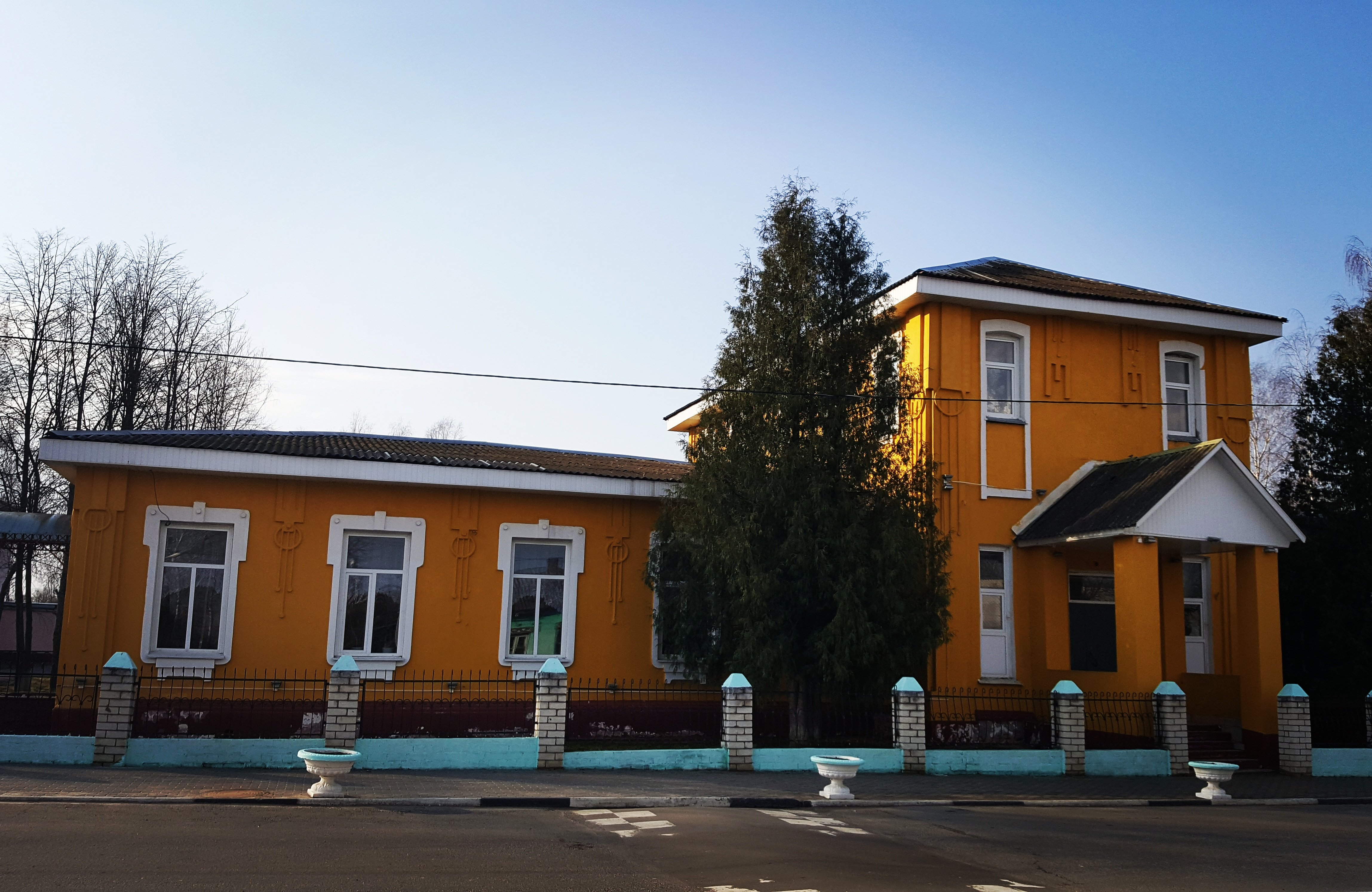
Здание начальной школы в Гордеевском районе постройки 19 века

В 14 км юго-западнее областного центра находится международный аэропорт Брянск.

## Наука, образование и культура
Брянская область является одним из 15 регионов, в которых с 1 сентября 2006 года был введён в качестве регионального компонента образования предмет «Основы православной культуры».

## Знаменитые уроженцы

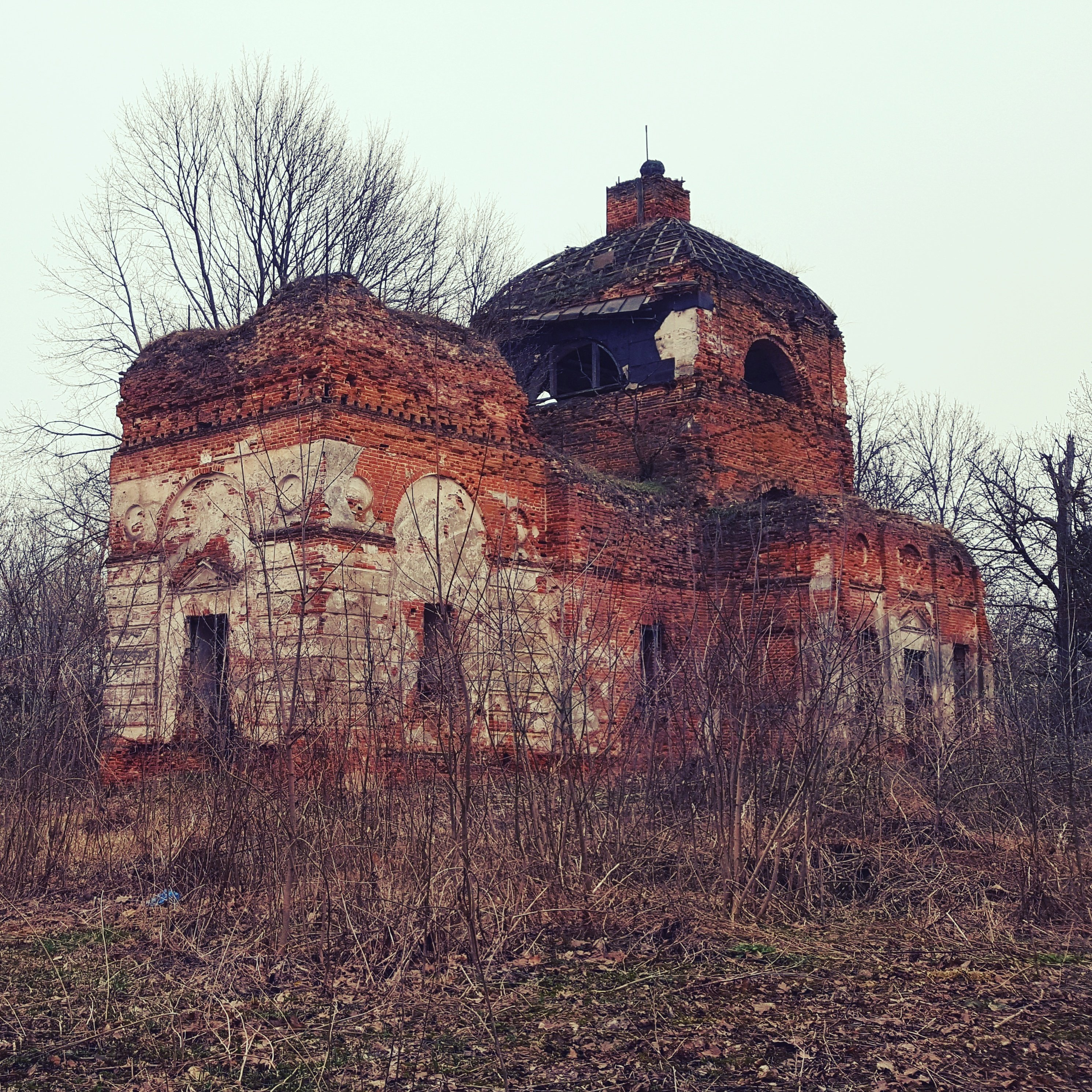
Разрушенный православный храм в Гордеевском районе Брянской области